# Wilfredo Cardoso
Wilfredo F. Cardoso ( Montevideo, 1-1-1930, Uruguay ) fue un reconocido trompetista dedicado al género clásico sinfónico, tanto en su país natal y en Argentina.

## Actividad profesional
Entre 1957 y 1965 fue profesor de instrumentos de viento de metal y director de conjuntos de metales, como así también primera trompeta solista de la Orquesta Sinfónica del S.O.D.R.E. de Montevideo. Después de esa fecha y hasta 1974 fue Primera Trompeta Solista de la Orquesta Estable del Teatro Colón de Buenos Aires al mismo tiempo que se dedicaba a la enseñanza del instrumento tanto a alumnos de nivel medio a avanzado como de profesionales de Argentina y de otros países y trabajó, entre otras instituciones, en el "Conservatorio Juan José Castro" de la localidad de La Lucila, provincia de Buenos Aires y en la "A.P.O.", Asociación del Profesorado Orquestal, de la ciudad de Buenos Aires. 
Desde 1974 integró la Orquesta Filarmónica de Buenos Aires.
Entre los artistas y personalidades relacionados con el del epígrafe, pueden citarse a Lucien Akoka, Nedo Pandolfi, Roger Voisin, Oscar U. Serrano y William Vacchiano. 
En su juventud integró como trompetista de música popular, la renombrada orquesta del director cubano Dámaso Pérez Prado y entre sus colegas de esa época tuvo al destacado trompetista ítalo-argentino Nico Tallarita.
El maestro Wilfredo F. Cardoso murió en Buenos Aires, en la década de 1990.

## Obras
Escribió entre otras publicaciones "Cómo tocar trompeta en la orquesta sinfónica" © 1969 WC, de VIII tomos, en tres volúmenes, que se encuentra traducida al francés,"How to play the trumpet in a symphony orchestra: a practical description of the main factors -─physical, physiological, and techno-professional─ that come into play when playing the trumpet in the symphony orchestra"  (Engl. version by Jane Florine),
"High trumpets : practical applications of high trumpets in trumpet solos in the works of J.S. Bach, Baroque music, symphony orchestra and opera repertoire", en inglés y "Ascending trumpets : (trumpets with ascending valves) : the use of trumpets with ascending valves in symphonic music, opera and ballet", dos ediciones publicadas entre 1977 y 1978 en inglés.